# Meßbach (Plauen)
Meßbach ist ein Stadtteil von Plauen im Vogtland, der 1994 eingemeindet wurde.

## Geographie
Meßbach liegt im Süden der Stadt in einer Quellmulde des Milmesbaches und grenzt an drei weitere Stadtteile Plauens und an zwei Gemeinden des Vogtlandkreises.
|                               | Thiergarten (Stadtteil von Plauen)          | Reinsdorf (Stadtteil von Plauen) |
| Kürbitz (Gemeinde Weischlitz) | Kompassrose, die auf Nachbargemeinden zeigt | Unterlosa (Stadtteil von Plauen) |
|                               | Taltitz (Stadt Oelsnitz/Vogtl.)             |                                  |

Die Fläche der Ortschaft besteht zu 82,7 % aus Landwirtschaftlicher Nutzfläche und zu 12,7 % aus Wald. Die restliche Fläche sind Straßen, Wohn- und Industrieflächen in lockerer Bebauung.

## Geschichte

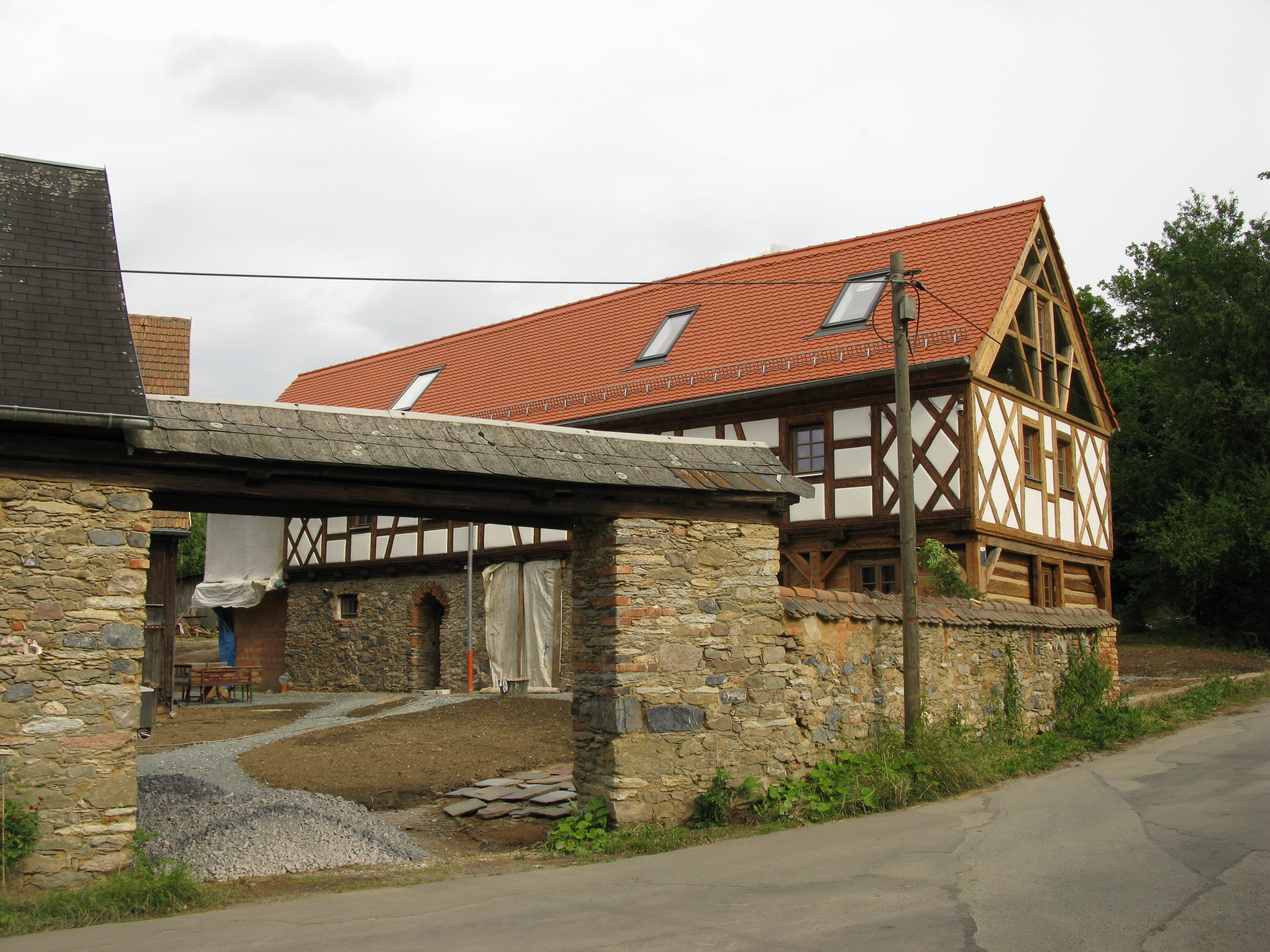
Denkmalgeschütztes Haus in der Taltitzer Straße

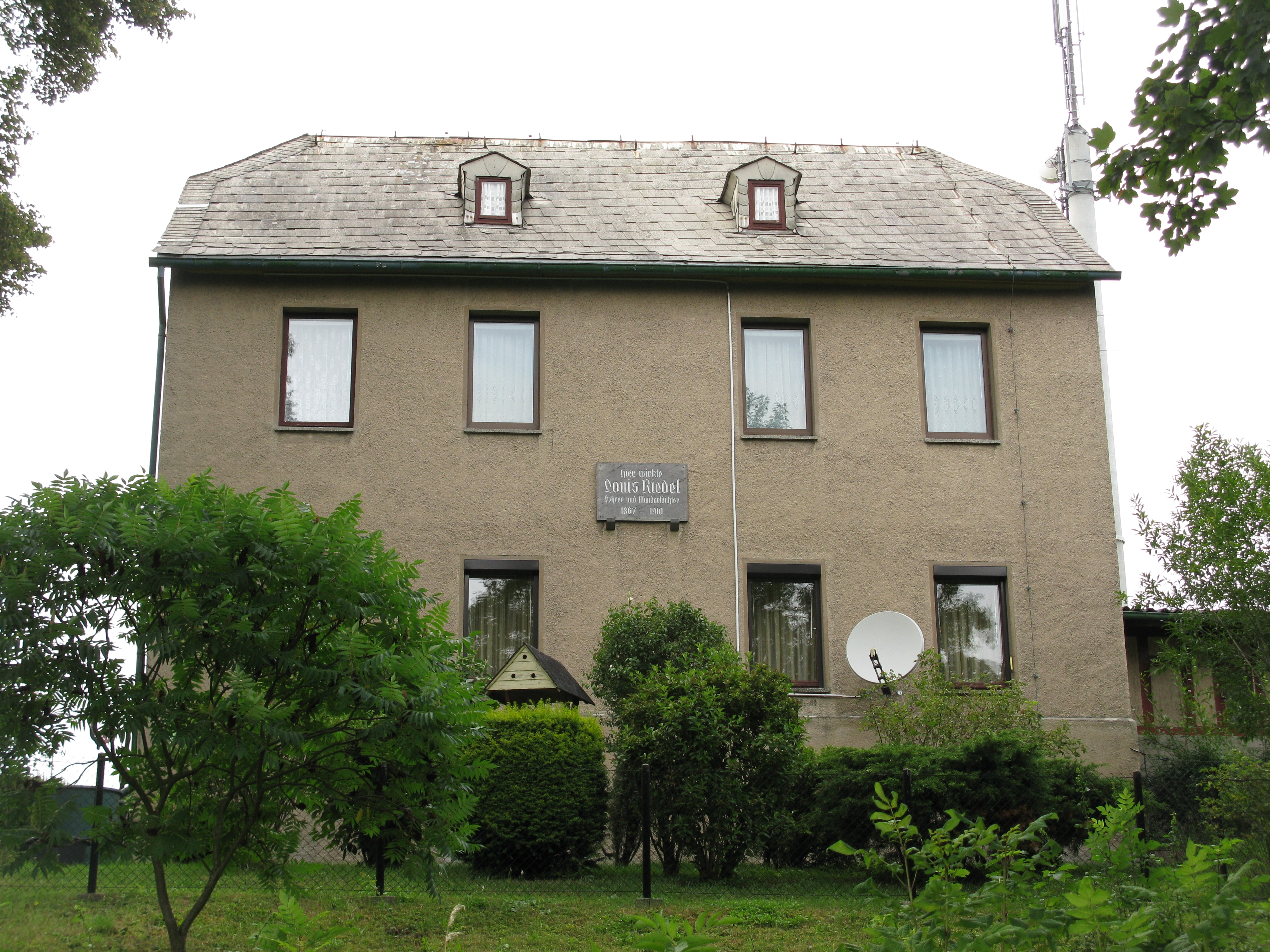
Haus an der Hofer Landstraße – 1867–1910 Wirkungsstätte von Louis Riedel

Der Ort wurde erstmals 1410 urkundlich als Espech erwähnt. Der Name Espech bedeutet Ort im/am Espich (Espengehölz). 1467 bestand ein Vorwerk und Freigut. Daraus entwickelte sich ein lockeres Platzdorf mit Blockflur. Meßbach gehörte bis ins 19. Jahrhundert zum Amt Plauen. Die Gemeinde gehörte später zur Amtshauptmannschaft Plauen und anschließend zum Landkreis Plauen, bis sie am 1. Januar 1994, kurz vor der Kreisreform, in die damals noch kreisfreie Stadt Plauen eingemeindet wurde.
Von 1867 bis 1910 unterrichtete Louis Riedel, der Begründer der vogtländischen Mundartdichtung, an der Schule zu Meßbach. 

### Einwohnerentwicklung
Entwicklung der Einwohnerzahl:
| - 1557: 018 - 1764: 012 - 1834: 095 - 1871: 131 | - 1890: 160 - 1910: 204 - 1925: 205 - 1939: 246 | - 1946: 346 - 1950: 292 - 1964: 177 - 1990: 118 | - 1991: 116 - 1992: 115 - 1993: 122 - 2002: 145 |

## Verkehr
Durch Meßbach führt die alte Handelsstraße Via Imperii zwischen Plauen und Hof, heute Teil der Bundesstraße 173. 
Der Ort ist über die PlusBus-Linie 50 des Verkehrsverbunds Vogtland im Stundentakt mit Plauen, Oelsnitz, Falkenstein, Auerbach und Rodewisch verbunden.